# Andrea Leoncini

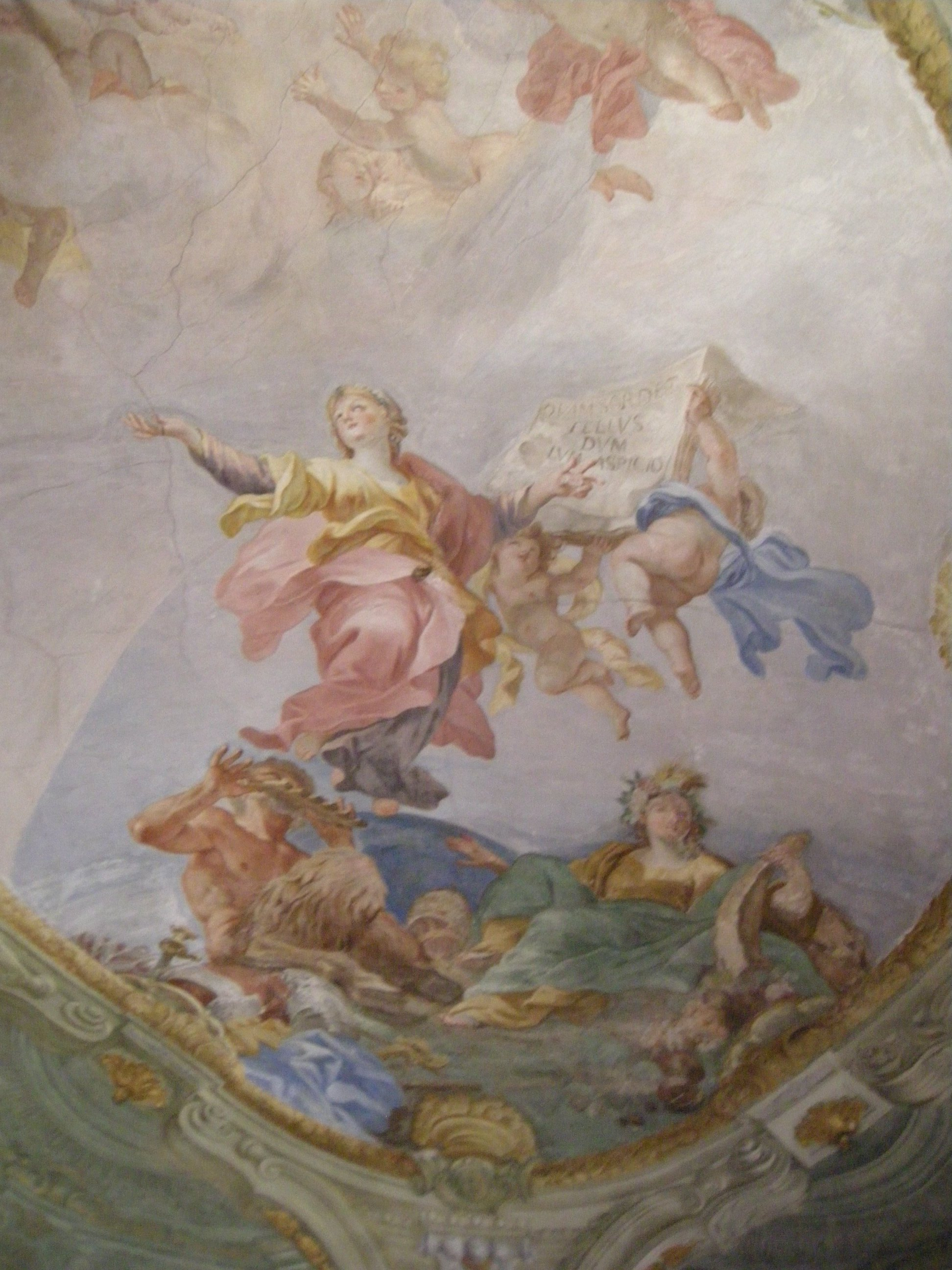
"Il disprezzo dei beni terreni" - Palazzo Rosso, Genova.

Andrea Giovanni Leoncini (Campo Freddo, 1708 – Genova, 1760) è stato un pittore italiano.

## Biografia
Nativo di Campo Freddo, l'attuale Campo Ligure, Leoncini lavorò tra Italia e Spagna.
Venne ingaggiato da Gio. Francesco II Brignole Sale per decorare il soffitto l'alcova nel suo Palazzo Rosso in Genova. Dopo un soggiorno a Madrid, Leoncini, sempre per Gio. Francesco II, realizzò un affresco per il palazzo Brignole (palazzo della Dogana) a Novi Ligure.
Altre sue realizzazioni note sono le decorazioni interne della chiesa del Santissimo Nome di Maria e degli Angeli custodi di Genova, realizzate insieme a Giuseppe Galeotti e gli affreschi della sala al mare di villa Durazzo Bombrini.